# 阿久津圭司
阿久津 圭司（あくつ けいじ、1987年3月20日 - ）は、群馬県富岡市出身の日本の陸上競技選手・指導者。専門は長距離種目。東京農業大学第二高等学校、早稲田大学スポーツ科学部出身。SUBARU陸上競技部で現役を終え、現在同チームコーチを務める。

## 来歴
高校生としては初めて5000m13分台、1500m3分40秒台、3000mSC8分台を達成したマルチランナー。早稲田大学では1年時・2年時に箱根路を駆けた。
卒業後はSUBARUに入社。ニューイヤー駅伝には9回出場し、そのうち5回でスターターを担った。2020年度をもって現役を引退し、コーチに就任。

## 主な戦績
- 2003年 インターハイ3000mSC準優勝
- 2004年 全国都道府県対抗男子駅伝群馬県代表 4区区間2位
- 2004年 インターハイ3000mSC優勝、1500m3位 5000mでは高校歴代9位の13分56秒49をマーク
- 2005年 全国都道府県対抗男子駅伝群馬県代表 1区区間2位
- 2006年 第82回箱根駅伝 1区区間7位
- 2007年 第83回箱根駅伝 1区区間9位
- 2007年 第19回出雲駅伝 5区区間7位
- 2010年 第54回全日本実業団駅伝 6区区間13位
- 2011年 第55回全日本実業団駅伝 6区区間14位
- 2013年 第57回全日本実業団駅伝 3区区間22位
- 2013年 第51回延岡西日本マラソン 8位 2時間14分46秒[1]
- 2014年 第58回全日本実業団駅伝 5区区間13位
- 2015年 第59回全日本実業団駅伝 1区区間3位
- 2015年 東京マラソン2015 19位 2時間13分26秒
- 2016年 第60回全日本実業団駅伝 1区区間15位
- 2017年 第61回全日本実業団駅伝 1区区間16位
- 2018年 第62回全日本実業団駅伝 1区区間7位
- 2019年 第63回全日本実業団駅伝 1区区間21位

## 自己ベスト
- 1500m：3分47秒13（2010年）
- 5000m：13分46秒42（2014年）
- 10000m：28分23秒14（2017年）
- 3000mSC：8分52秒98（2010年）
- ハーフマラソン：1時間04分35秒（2018年）
- フルマラソン：2時間13分26秒（2015年）